# Гларус (град)
Вижте пояснителната страница за други значения на Гларус.
Гла̀рус (на немски: Glarus) е курортен град в Североизточна Швейцария. Главен административен център на кантон Гларус.
Разположен е около река Линт на около 100 km на югозапад от Санкт Гален. Първите сведения за града като населено място датират от 9 век. Има жп гара. Населението му е 5840 души по данни от преброяването през 2008 г.